# Hippasa sinai
Hippasa sinai là một loài nhện trong họ Lycosidae.
Loài này thuộc chi Hippasa. Hippasa sinai được Mark Alderweireldt & Rudy Jocqué miêu tả năm 2005.